# Dennebrœucq
Dennebrœucq település Franciaországban, Pas-de-Calais megyében. Lakosainak száma 394 fő (2022. január 1.). Dennebrœucq Coyecques, Mencas, Reclinghem és Audincthun községekkel határos.

## Népesség
A település népességének változása:
| Lakosok száma | 374  | 381  | 391  | 389  | 391  | 395  | 400  | 397  | 394  |
|               | 2013 | 2015 | 2016 | 2017 | 2018 | 2019 | 2020 | 2021 | 2022 |